# ایرینئوپولیس
ایرینئوپولیس (به پرتغالی: Irineópolis) یک منطقهٔ مسکونی در برزیل است که در سانتا کاتارینا واقع شده‌است. ایرینئوپولیس ۱۱٬۲۸۹ نفر جمعیت دارد.